# Amblyeleotris bleekeri
Amblyeleotris bleekeri  es una especie de pez de la familia de los Gobiidae en el orden de los Perciformes.

## Morfología
Los machos pueden llegar a alcanzar los 5,8 cm de longitud total.

## Distribución geográfica
Se encuentra al noreste de Taiwán y en las islas Penghu.

## Observaciones
Es inofensivo para los humanos. 